# A Tribuna (Espírito Santo)
A Tribuna é um jornal regional do Espírito Santo.

## História

### Fundação
O jornal A Tribuna foi fundado em 22 de setembro de 1938, na cidade de Vitória, capital do Espírito Santo. O jornal baseava-se nos seguintes princípios: manchetes em corpo enorme nas capas e páginas centrais, muitas ilustrações, farta cobertura esportiva, linguagem forte e publicações de muita informação de utilidade pública.
Funcionou inicialmente na Esplanada Capixaba, hoje Av. Jerônimo Monteiro. Já em 1941, estampava em sua capa o slogan O Jornal do Espírito Santo. Em 1945, o controle da empresa passa para o grupo dirigido pelo Partido de Representação Popular. Posteriormente é vendido a políticos ligados a Ademar de Barros e anos depois, em 1968, o jornal é adquirido pelo Grupo João Santos. Em 1971 o jornal é transferido para a sede própria na Ilha de Santa Maria. Fechado em 1972, a primeira edição na nova sede só acontece em 7 de outubro de 1973.
Em 2 de fevereiro de 1987, o jornal A Tribuna circula pela primeira vez em formato tablóide., passando a valorizar os fatos cotidoanos e as notícias esportivas e policiais. Nessa mesma época, a redação foi informatizada com terminais de computadores para os jornalistas, sendo a pioneira do Estado.

### Mudanças editoriais
As mudanças editoriais que livrariam o jornal A Tribuna do colapso começam em 22 de novembro de 1995. Um novo projeto gráfico é especialmente encomendado à Universidade de Navarra, Espanha. O jornal vem moderno, para os padrões da época, e pela primeira vez, em cores. A esta altura, o jornal já havia investido numa impressora moderna,com capacidade para imprimir até 45.000 exemplares de até 48 páginas por hora.
No ano seguinte, em 16 de setembro de 1996, A Tribuna começa também a circular às segundas-feiras, tornando-se definitivamente um veículo competitivo com seu principal concorrente (A Gazeta) em todos os dias da semana.
Paralelamente, esforços são concentrados em outras áreas importantes do jornal. O setor de Circulação é renovado e novas técnicas e sistemas de controle de distribuição são implantados. Há um esforço de todas as áreas para o cumprimento de prazos e horários. A redação é informatizada, novos servidores são disponibilizados e o jornal ganha em velocidade e qualidade gráfica. A impressão do jornal continua sendo até 2006 a melhor do Estado (em termos de qualidade técnica)
Em 1997 o jornal A Tribuna obtém o maior índice de crescimento em percentual do Brasil, com médias de 47,95% em dias úteis e 79,34% aos domingos, de acordo com o IVC – Instituto Verificador de Circulação. Também nesse ano, A Tribuna conquista o prêmio regional Colibri de Ouro, sendo eleito Veículo de Comunicação do Ano.
Em 1999 o jornal se consolida como líder em circulação na Grande Vitória, em vendas e em número de leitores, de segunda a sábado, comprovado pelo IVC – Instituto Verificador de Circulação - e pelo IBOPE. E no ano 2000 conquista a liderança em todo o Espírito Santo.[carece de fontes?]

### Década de 2000-presente
O jornal A Tribuna tem 78% do total de leitores habituais na Grande Vitória (689.041 pessoas)[carece de fontes?]. É líder em circulação em todo o Estado e ocupa a 17.ª posição no ranking brasileiro de jornais, estando entre os cinco principais mercados editoriais brasileiros (Ibope março/06 e IVC março/07). O jornal começou a ter suas edições antigas microfilmadas pelo Arquivo Público do Espírito Santo.

## Equipe
O jornal reproduz um grande número de colunistas de jornais de todo o Brasil. São nove editorias – Cidades, Regional, Polícia, Opinião, Economia, Política, Internacional, Esportes, AT2; 6 cadernos temáticos: Classifácil, Sobre Rodas, AT2, AT2 Fim de Semana, Imóveis e AT em Família; e a reprodução das colunas nacionais de: Clovis Rossi, Cláudia Matarazzo, Pedro Maia, Lair Ribeiro, Maurício Prates, Gilmar Ferreira, Elio Gaspari, Paulo Octávio, Giba Um, Paulo Coelho, Cláudio Humberto, Coluna do Estadão (em parceria com o Estadão), Painel (em parceria com a Folha), Engel Paschoal, Martha Medeiros.

## Colunistas antigos
- Rubens Ewald Filho (in memoriam)

## Prêmios
Em 2003, 2004, 2005 e 2006 conquistou o Prêmio regional Mérito Lojista[carece de fontes?], concedido pela Confederação Nacional dos Dirigentes Lojistas como o melhor jornal do Espírito Santo.[carece de fontes?]